# Abu Abedalá Omar ibne Xuaibe
Abu Abedalá Omar II ibne Xuaibe (Abū ʿAbdallāh ʿUmar II ibn Shuʿayb - "Abu Abedalá Omar II, filho de Xuaibe"), conhecido em fontes bizantinas como Babdel (em grego: Βαβδέλ; romaniz.: Babdél) foi o terceiro emir de Creta, governando de ca. 880 a ca. 895.

## Vida
Os registros sobreviventes da história interna e governantes do Emirado de Creta são muito fragmentados. Após os estudos de George C. Miles com auxílio de evidência numismática, tentativamente identificou-se Abu Abedalá como filho do segundo emir, Xuaibe, e neto do conquistador de Creta e fundador do emirado, Abu Hafiz Omar. Seu reinado é situado de ca. 880 a ca. 895.
Segundo o cronista bizantino Genésio, em algum momento durante o reinado do imperador bizantino Leão VI, o Sábio (r. 886–912), ele sofreu um naufrágio na costa do Peloponeso e foi levado cativo pelo governador local, Constantino Tessaracontápequis. Ele foi aparentemente sucedido por seu irmão Maomé ibne Xuaibe al-Zarcune, mas dois de seus filhos, Iúçufe e Amade teriam reinado posteriormente, em ca. 910–915 e ca. 925–940 respectivamente. Segundo uma carta enviada pelo patriarca de Constantinopla Nicolau I Místico para Iúçufe, filho de Omar, Omar manteve uma correspondência amigável com o patriarca Fócio.